# Jožko Šavli
Jožko Šavli, slovenski publicist, profesor in raziskovalec, * 22. marec 1943, Zatolmin, † 11. marec 2011, Gorica.

## Življenje in delo
Jožko Šavli se je rodil v Zatolminu (takrat uradno del Italije), očetu Ivanu in materi Jožefi (roj. Jermal). Osnovno šolo in nižjo gimnazijo je obiskoval v Tolminu, ekonomsko srednjo šolo v Ajdovščini, diplomiral je na Ekonomski fakulteti na Univerzi v Ljubljani leta 1967. Študij je nadaljeval na Dunaju ("Hochschule für Welthandel"), kjer je leta 1975 dosegel doktorat iz sociologije in ekonomije. Najprej je od leta 1969 poučeval na Ekonomski srednji šoli v Kopru, od leta 1978 pa je bil profesor na Državnem strokovnem zavodu »Ivan Cankar« v Gorici, od leta 1985 pa na Državnem tehničnem zavodu »Žiga Zois« v Gorici v Italiji. 
Med študijem na Dunaju se je začel zanimati za kulturno, zgodovinsko in politično zgodovino ter izvor Slovencev. V Glasu Korotana je leta 1981 objavil dve študiji iz slovenskega grboslovja: Karantanski klobuk, najpristnejši slovenski simbol in Črni panter, najstarejši karantanski grb. Sledila je njegova študija Lipa, drevo življenja, v kateri je ugotavljal, da je bila lipa razširjena, kjer se pojavljajo beseda Veneti in slovenska imena. Začel se je zanimati za Venete, katerim je posvetil več člankov, med drugim študijo Veneti, naši davni predniki (Glas Korotana, št. 10, 1985), v kateri predstavlja Slovence kot potomce praslovanskih Venetov. Tej tezi so ostro nasprotovali slovenski zgodovinarji. Šavliju se je pri raziskovanju zgodovine Slovencev pridružil tudi znani pesnik Matej Bor. Skupaj sta raziskovala in predstavljala izsledke študijev ter za vneto raziskovanje prejela več nagrad. Pripravila sta skupno nemško izdajo o Venetih z naslovom Unsere Vorfahren die Veneter (Dunaj, 1988) .  
Zato je postal znan v Sloveniji sredi osemdesetih let, ko je raziskoval venetsko teorijo skupaj s pesnikom Matejem Borom. Po taki teoriji Slovenci niso potomci Slovanov, ki so se naselili v 6. stoletju, temveč proto-Slovanov, poznanih pod imenom Veneti, ki so že prebivali v krajih, ki naj bi jih Slovani naselili. Teorija je bila takrat med zgodovinarji in akademiki zavrnjena, vendar je vseeno postala široko poznana. 
Šavli je objavil tudi več člankov in knjig o zgodnjesrednjeveški kneževini Karantaniji. Dokazoval je politično in kulturno kontinuiteto Karantanije in kasnejše Kranjske. Prav tako je postavil teorijo, da je bil črni panter grb Karantanije, kar pa so akademiki zavrnili, saj takrat ni bilo še grbov, kot jih lahko smatramo v heraldiki oziroma grboslovju. 
Jožko Šavli je svoje članke objavljal v znanstvenih revijah in časopisih: v dunajski reviji Panonia, dunajskem tedniku Die Furche (pod psevdonimom Mario Cok), pisal je za italijansko Iniziativo Isontino, za celovški list Naš tednik, za Ameriško domovino, Koledarje Goriške in Celovške Mohorjeve družbe, zamejske tednike Katoliški glas, Novi list, Gospodarstvo, mesečnik Mladika in druge. Objavil je več kot 20 knjig v raznih jezikih (slovenščini, italijanščini, angleščini, nemščini in ruščini. 

### V slovenščini
- Veneti: naši davni predniki ("Veneti: Our Ancient Forefathers", 1985), together with Matej Bor and Ivan Tomažič;
- Slovenska država Karantanija ("The Slovene State of Carantania", 1990);
- Slovenska znamenja ("Slovene Symbols", 1994);
- Slovenija: podoba evropskega naroda ("Slovenia: the Image of a European Nation", 1995);
- Etruščani in Veneti ("Etruscans and Veneti", 1995), together with Ivan Tomažič;
- Slovenski svetniki ("Slovene Saints", 1999).
- Zlati cvet: bajeslovje Slovencev: duhovna dediščina Karantanije. Studio RO – Humar d. o. o., 2008

### V angleščini
- Veneti : First Builders of European Community (1996);
- Slovenia : Discovering a European Nation (2003).